# Бутерброд
Бутерброд (від нім. Butterbrot — «хліб з маслом»), або кана́пка (фр. canapé), наклада́нець, заст., ма́занка— холодна страва, що являє собою скибку хліба, на яку покладені додаткові харчові продукти.
Існує величезне різноманіття бутербродів — від класичних з ковбасою або сиром до багатошарових з різних сортів м'яса, овочів, зелені та соусів або паштетів. Також бутерброд може складатися тільки з хліба і вершкового масла, можливо з цукром, варенням, медом або сіллю. Бутерброди широко розповсюджені, бо вони швидкі в приготуванні, зручні в перенесенні та не вимагають використання столових приладів.

## Види бутербродів
Бутерброди поділяються на основні групи: відкриті — канапки (прості та асорті), закриті (сандвічі) закускові (канапе), перекладанці.

### Відкриті бутерброди
Для приготування їх використовують житній хліб — для бутербродів з жирними продуктами (шинкою, шпиком, салом), продуктами, що мають гострий смак (оселедцем, шпротами тощо), і пшеничний хліб. Для відкритих бутербродів пшеничний батон нарізають скибочками, трохи навскіс, 1–1,5 см завтовшки та масою 30–40 г. Вершкове масло для бутербродів зачищають, тверде — розм'якшують і розтирають. Згідно з розкладкою у масло додають зелень петрушки, сік лимона, гірчицю, майонез, тертий хрін, сир.

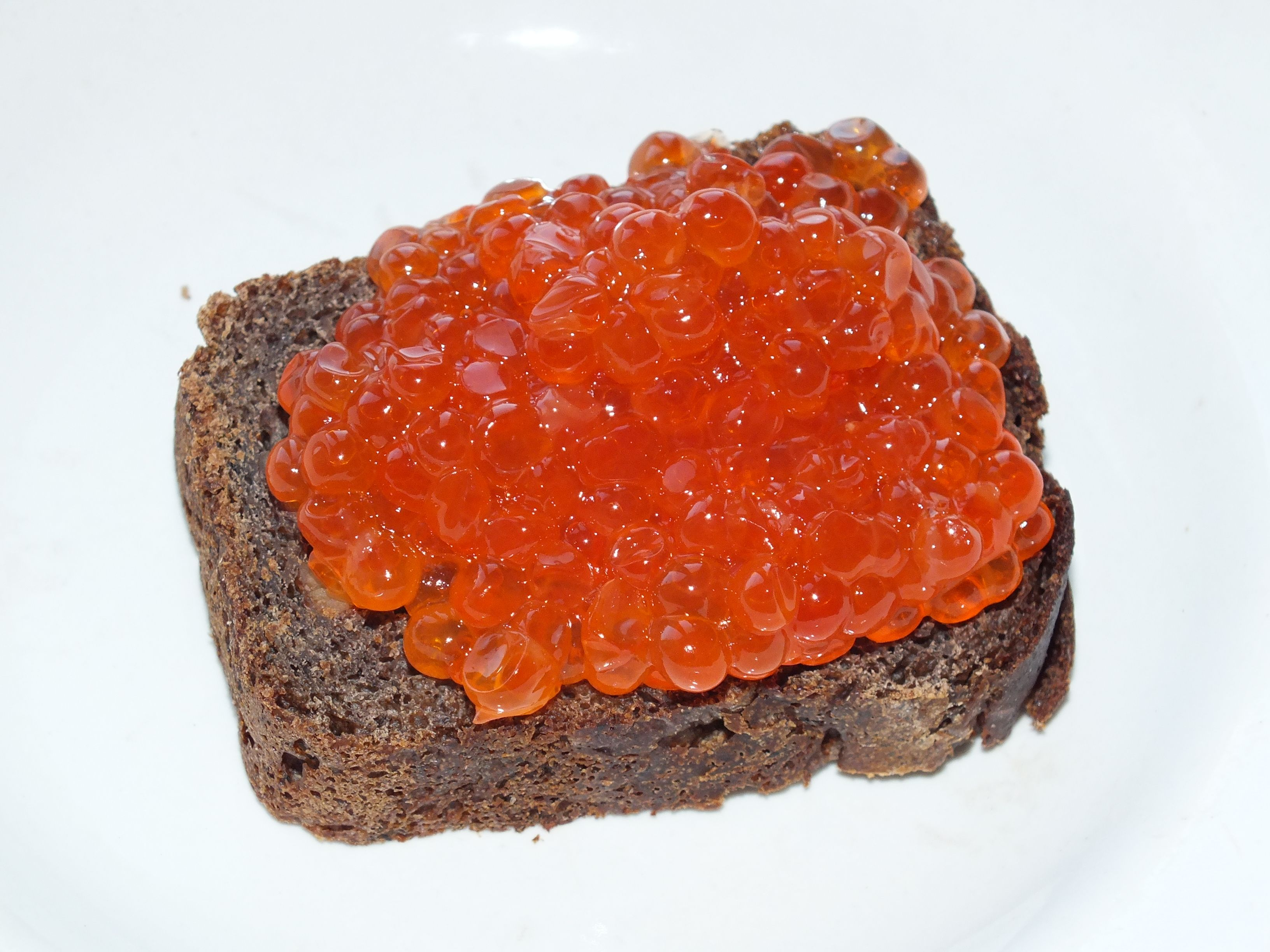
Бутерброд з червоною ікрою

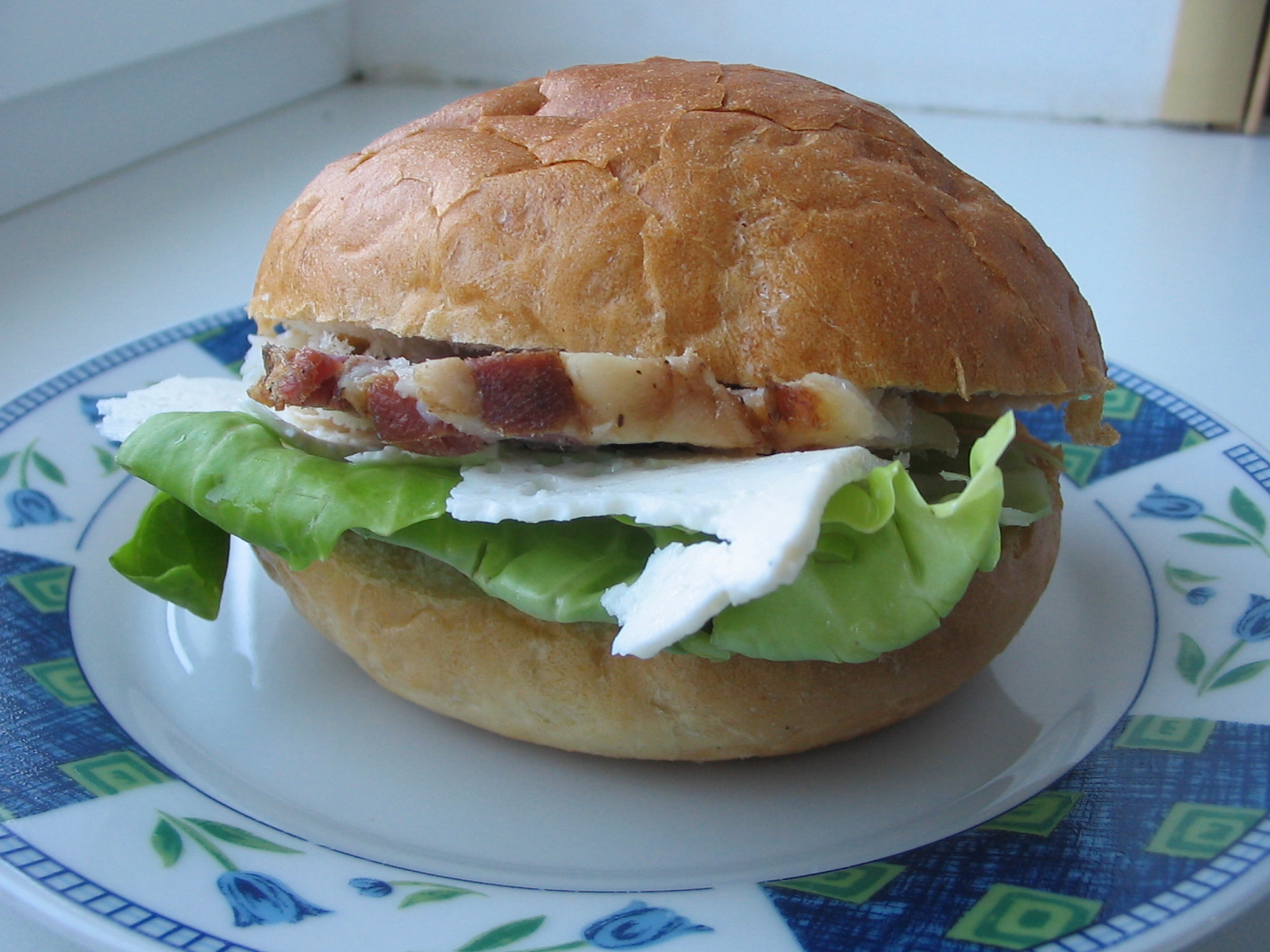
Закритий бутерброд з шинкою, сиром та листям салату

Прості відкриті бутерброди готують з одного виду продуктів, наприклад бутерброд із маслом, із ковбасою, із сиром тощо.
Складні бутерброди асорті готують з набору декількох продуктів, які добре поєднуються за кольором та смаком. Продукти укладають так, щоб вони повністю покривали хліб.
Для відкритих бутербродів продукти слід розміщувати так, щоб бутерброд було зручно їсти, основний продукт у поєднанні з супутнім повинен добре виділятися.

### Закриті бутерброди (сандвічі)
Це прямокутні скибочки хліба 5–6 см завширшки, 1–8 см завдовжки, 0.5 см завтовшки. Вони також можуть мати форму трикутника, ромба, квадрата.
Готують їх з маслом і без нього. Смужку хліба змащують маслом (для деяких сандвічів використовують масло з гірчицею), кладуть м'ясний або рибний продукт і накривають другою смужкою, змащеною вершковим маслом, злегка притискують і нарізують на шматочки 7–8 см завдовжки. Для закритих бутербродів використовують звичайний пшеничний хліб (батони) без скоринки. Загальна маса хліба для бутербродів — 50 г.
Сандвічі готують зі смаженою телятиною, свининою, рибою, кав'яром та іншими продуктами.

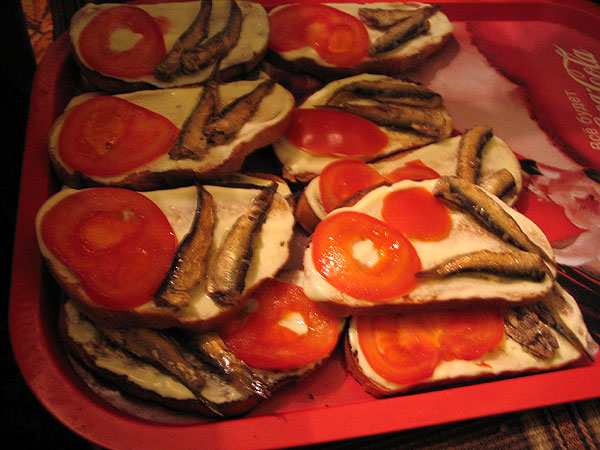
Бутерброди

Для багатошарових бутербродів використовують пасти із різноманітних продуктів, які дають змогу приготувати різні до свого смаку і зовнішнім виглядом закуски. Для приготування паст використовують залишки м'ясних чи рибних страв, консервів, шинки, сиру, ковбаси, оселедця, яєць та зелені цибулі, кропу, петрушки. Зазначені продукти подрібнюють на м'ясорубці з паштетною решіткою, додають вершкове масло, гірчицю, сіль, перець до свого смаку, масу ретельно розтирають та перемішують. Замість гірчиці використовують соус майонез чи тертий хрін.

### Бутерброди-закуски (канапки)
Готують на маленьких шматочках підсушеного або підсмаженого на маслі хліба або використовують випічку з листкового і пісного тіста.
Замість хліба для закускових бутербродів використовують також воловани та кошички (тарталетки). Воловани випікають у вигляді невеликих кошичків овальної або круглої форми масою 10–12 г з пісного, хлібного тіста масою 12–25 г. Їх наповнюють різними харчовими продуктами, подають по 2–4 шт. на порцію.

### Перекладанці
Являють собою протилежність канапкам, це великі багатошарові бутерброди, які готують з цілої хлібини. Кожен перекладанець здатен задовольнити апетит декількох осіб, тому подають їх по одній штуці цілими, а ділять безпосередньо на столі, розрізаючи як торт (через це їх іноді називають бутербродними тортами).

### Гарячі бутерброди

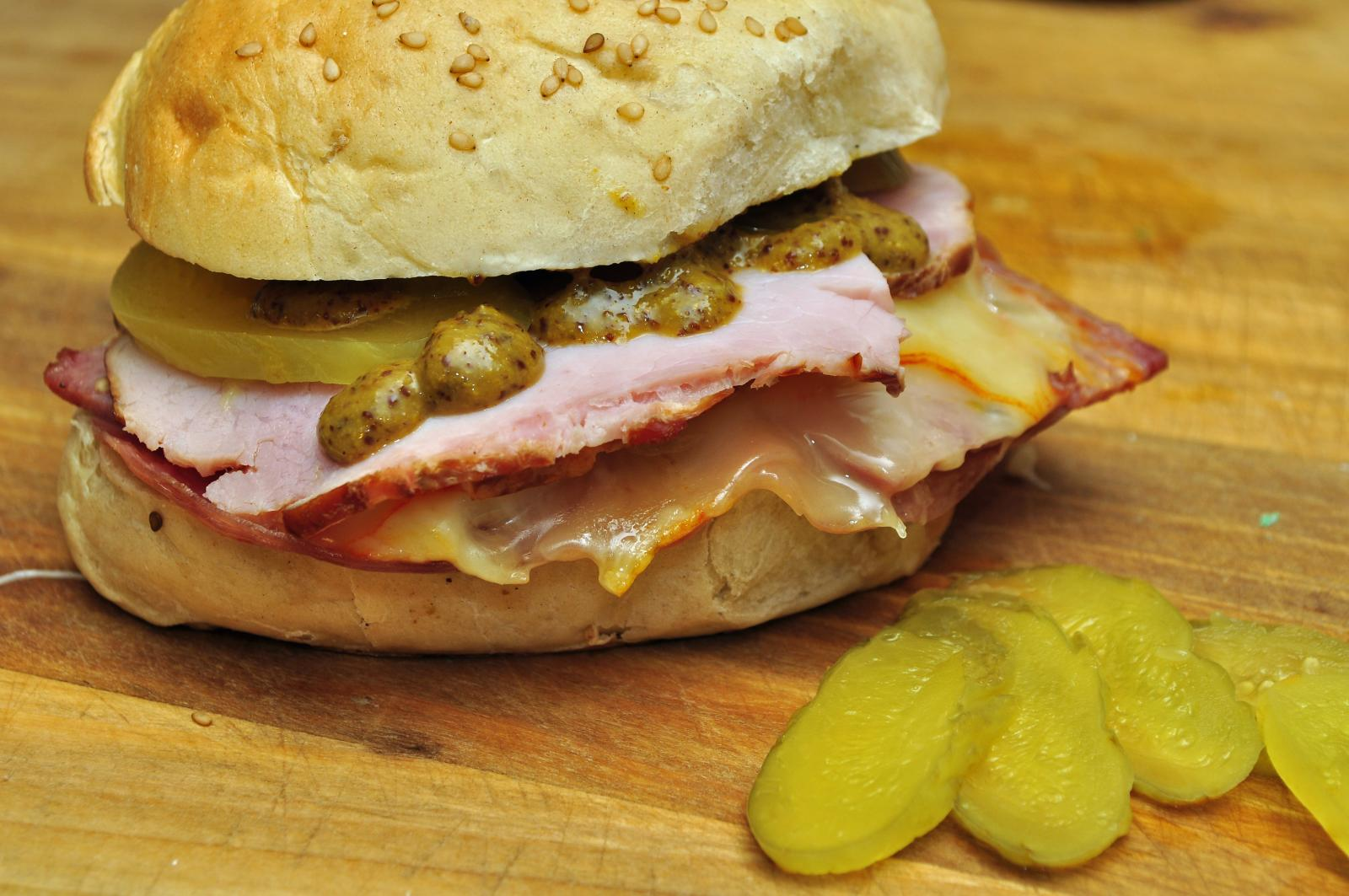
Гарячий бутерброд із шинкою та сиром, приготований з домашньою булочкою з кунжутом, солоними огірками та цільнозерновою гірчицею

Готують з відвареним м'ясом, куркою, з набору продуктів (ковбаси, сиру, яєць, зеленого горошку, майонезу) і рибних консервів. Для їх приготування використовують половинки булочок або пшеничний хліб, на які укладають нарізані продукти, заправляють майонезом, посипають тертим сиром і запікають в духовці або мікрохвильовці при температурі 220–240 °C протягом 2–3 хв. Подають гарячими на круглих блюдах, які покривають серветками.